# Кавтанзоглио (стадион)
Националният стадион „Кавтанзоглио“ (на гръцки: Εθνικό Καυτανζόγλειο Στάδιο) е футболен стадион в Солун, Гърция.
Построен е с пари, дарени от Фондация „Кавтанзоглу“, поради което носи нейното име. При откриването му на 27 октомври 1960 г. е сред най-добрите стадиони на Балканите.
Сегашният му капацитет от 28 028 души се дължи на усилени ремонти преди Летните олимпийски игри през 2004 г. Поставен е рекорд с гръцка публика (47 458 д.) по време на мача между Гърция и Швейцария (завършил 1-4) през 1969 г.
На този стадион ФК Ираклис Солун играе домакинските си мачове от 1961 г. През 1971 г. е домакин на финала на КНК между АК Милан и АФК Лийдс Юнайтед.
Стадионът служи и за лека атлетика.